# Chenopodium x
Chenopodium x là loài thực vật có hoa thuộc họ Dền. Loài này được Bontei Aell. mô tả khoa học đầu tiên năm.